# Venere e Adone (Tiziano Oxford)
Venere e Adone è un dipinto a olio su tela realizzato nel 1560 circa dal pittore italiano Tiziano Vecellio.

## Storia e descrizione
Appartiene ad una collezione privata ed è temporaneamente conservato presso Ashmolean Museum di Oxford.
Il mito di Venere e Adone, raccontato da Ovidio, viene rappresentato da Tiziano in questo quadro che ha avuto ben sette versioni. In effetti la visione del mito di Tiziano è molto personale: è Adone che lascia Venere per partire per la caccia dove troverà la morte ad opera del cinghiale. Non conviene, infatti, agli uomini, invischiarsi in storie con gli dei: solo sciagura e morte ne potranno ricavare.
La caccia, metafora della vita, è «ciò che si deve fare», anche se l'amata si torce nel desiderio di fermare l'uomo: mentre Amore dorme, egli andrà incontro al proprio destino. Dopo Danae, la seconda «poesia» per Filippo II prosegue la meditazione di Tiziano sul mito e sul destino umano.
Scomparsa per quasi due secoli, questa tela è recentemente ricomparsa e taluni critici hanno ipotizzato addirittura che questa sarebbe la prima versione inviata a Filippo. Secondo questa ipotesi – che ha suscitato però molte obiezioni – il dipinto sarebbe tornato a Venezia tra il 1555 e il 1559 perché rovinato nella piegatura centrale durante il trasporto e sostituito dalla tela che si trova attualmente a Madrid.
Sicuramente il dipinto si situa nel gruppo «Prado», cioè vicina alla versione del Prado piuttosto che alla versione di tipo «Farnese».

## Altre versioni

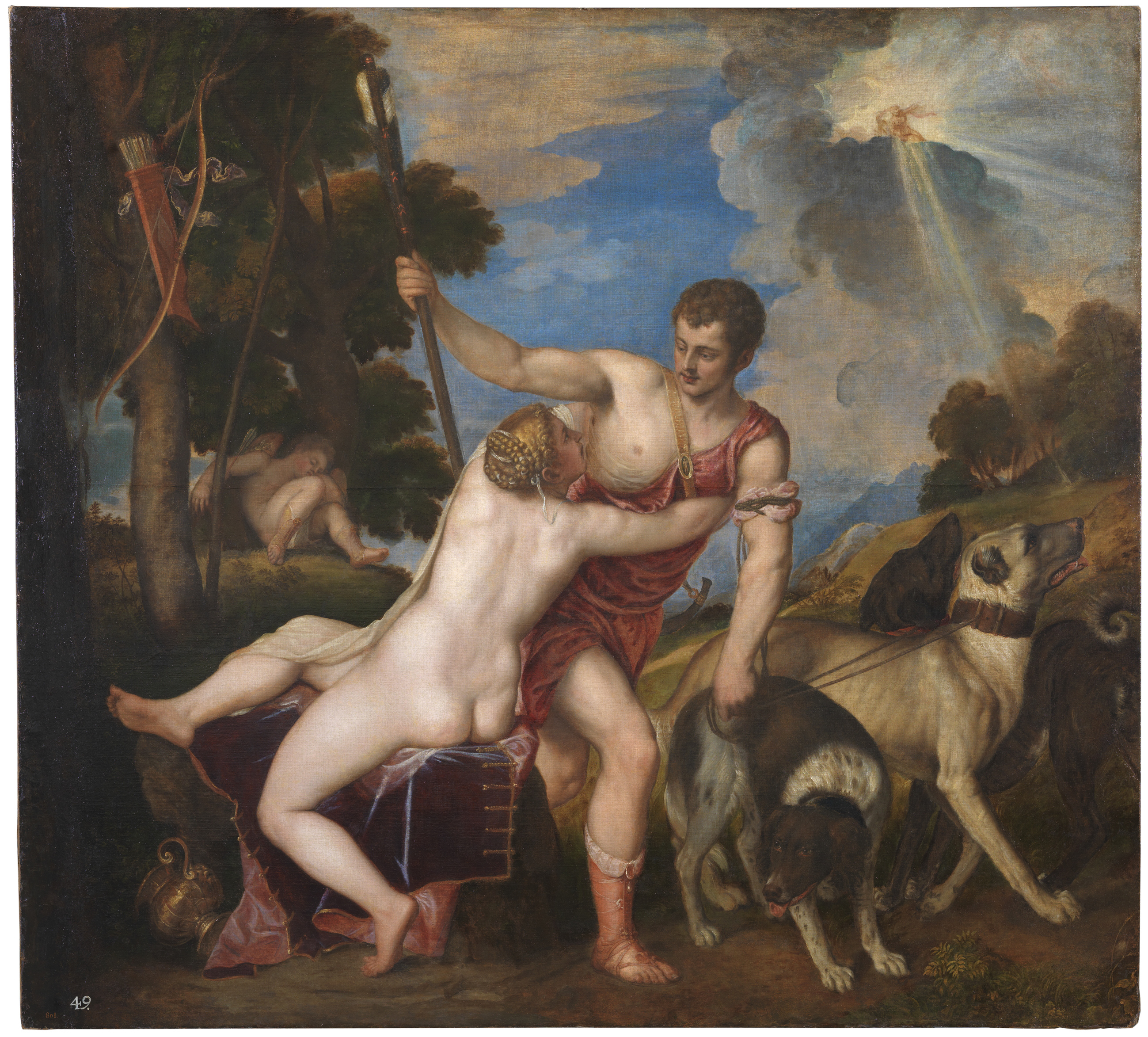
Tiziano Vecellio, Venere e Adone, 1553 circa, Madrid, Museo del Prado
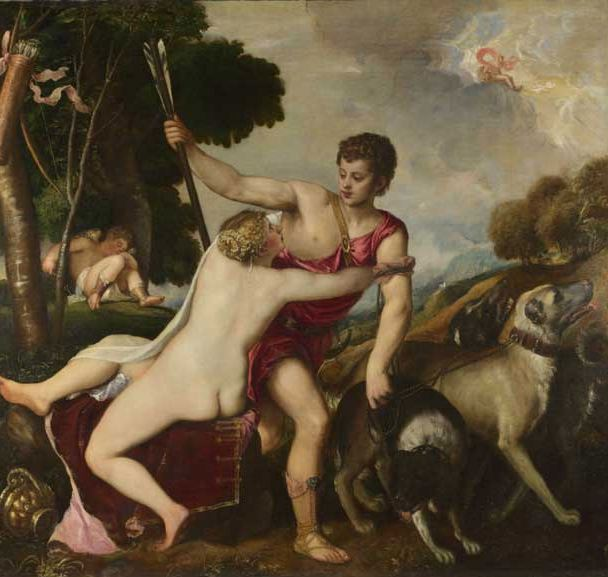
Tiziano Vecellio, Venere e Adone, 1555, Londra, National Gallery
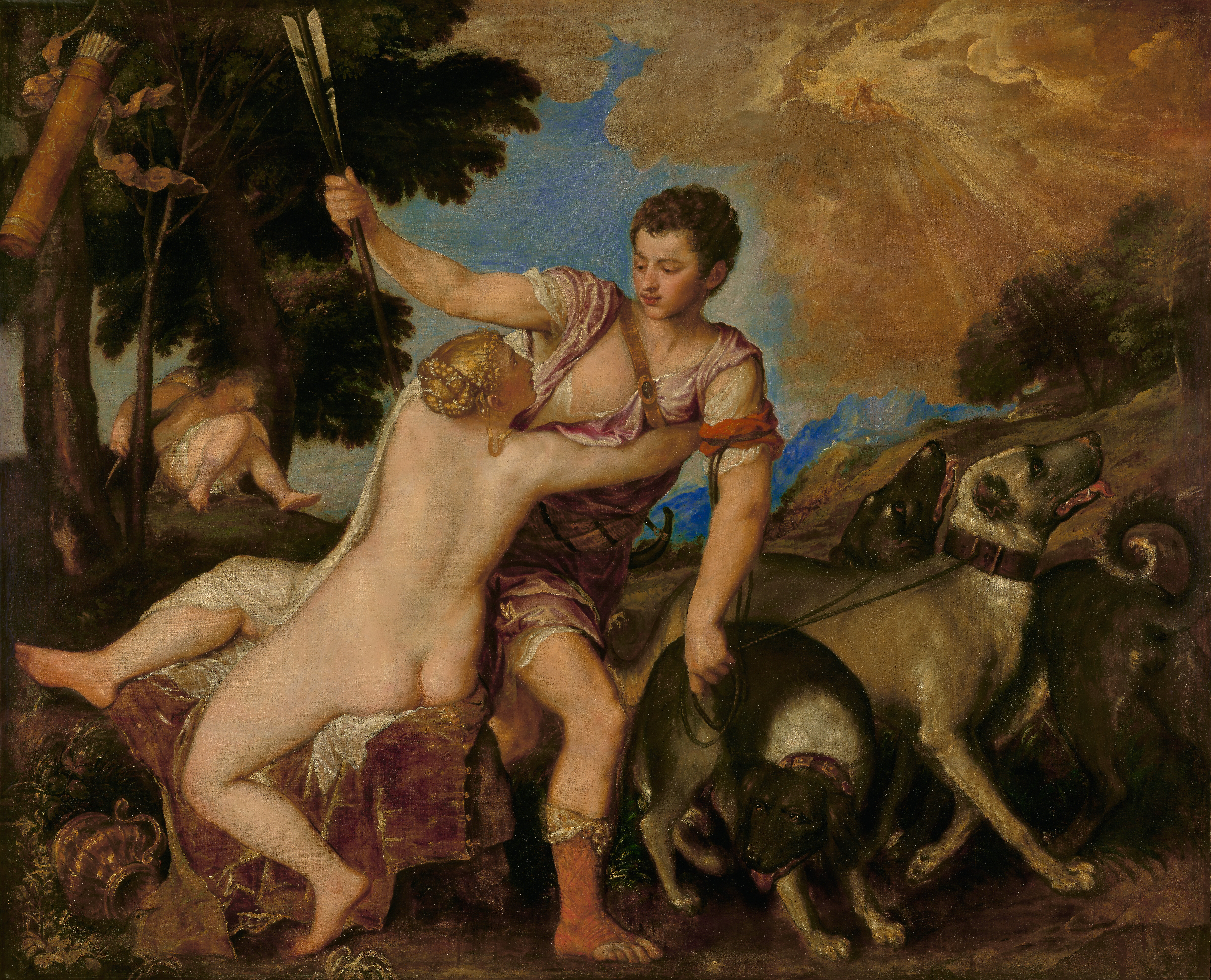
Tiziano Vecellio, Venere e Adone, 1555 - 1560, Los Angeles, Getty Museum
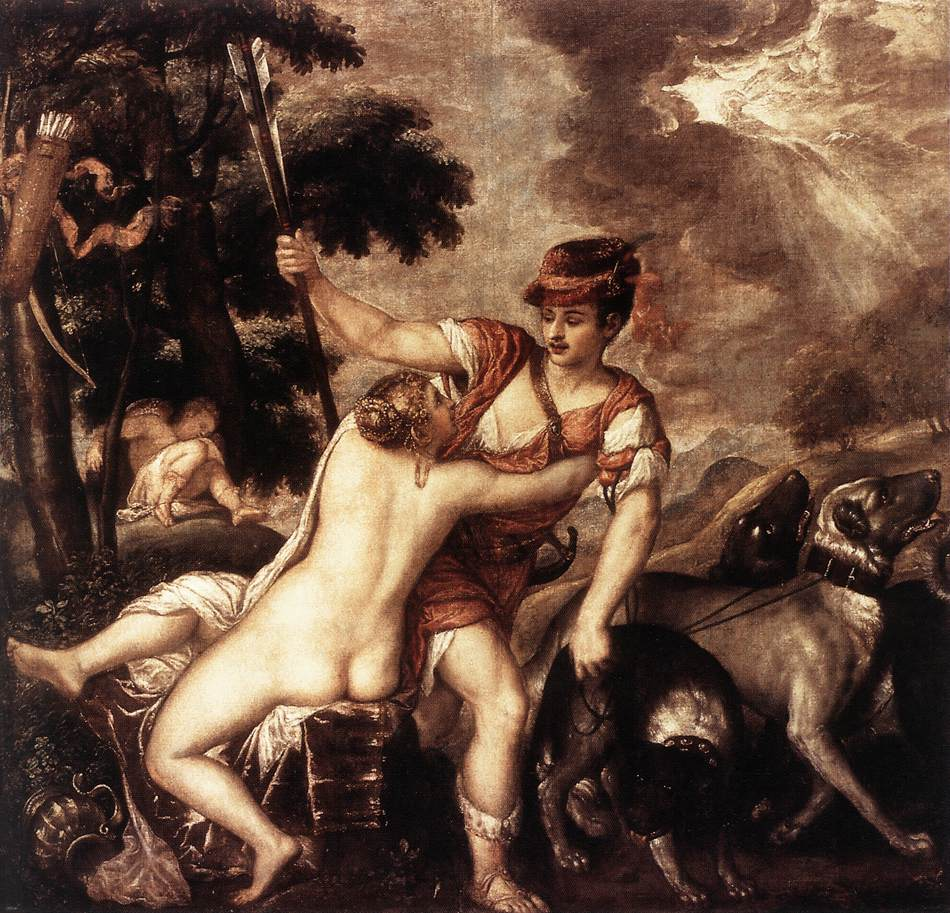
Tiziano Vecellio, Venere e Adone, 1555 circa, Roma, Galleria nazionale d'arte antica
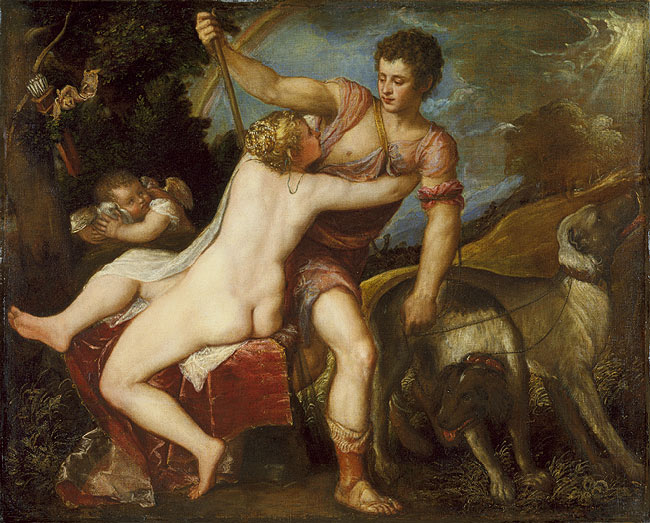
Tiziano Vecellio, Venere e Adone, 1560 circa, New York, Metropolitan Museum of Art
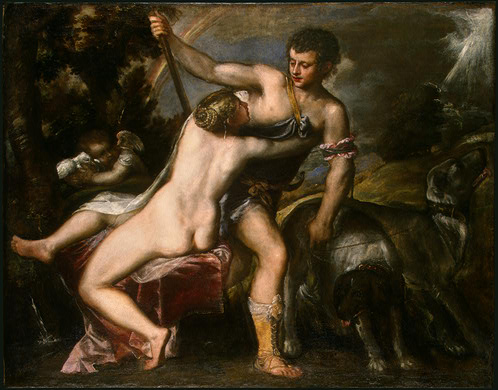
Tiziano Vecellio, Venere e Adone, 1560 circa, Washington, National Gallery of Art